# När jag dör
"När jag dör", egentligen "Unrequited to the Nth Degree", är en sång från 1975 av Loudon Wainwright III. I Sverige är den mest känd i Ola Magnells översättning med titeln "När jag dör". Wainwrights version finns med på albumet Unrequited (1975) och Magnells på Nya perspektiv (1975). 
Magnells version spelades in i Metronomes studio och producerades av Anders Burman och Thommie Fransson. Tekniker var Janne Hansson, Lasse Holmberg och Rune Persson.
Wainwrights version har senare tolkats av John Ewbank och Flying Fish Sailors. Jesper Odelberg tolkade Magnells version på albumet Jesper Odelberg. Därutöver har låten i Magnells version medtagits på samlingsalbumen Ola Magnell: 74-87 (1994) och Ola Magnell: Guldkorn (2000).

## Medverkande (Magnells version)
- Lasse Englund – gitarr
- Ola Magnell – sång, gitarr

### Fotnoter
1. 1 2  ”Ola Magnell”. Svensk mediedatabas. http://smdb.kb.se/catalog/search?q=ola+magnell&sort=OLDEST. Läst 24 januari 2013.
2. 1 2  ”Unrequited to the Nth Degree”. Allmusic.com. http://www.allmusic.com/search/all/Unrequited+to+the+Nth+Degree. Läst 23 januari 2013.
3. ↑  ”Nya perspektiv”. Discogs.com. http://www.discogs.com/Ola-Magnell-Nya-Perspektiv/release/1564476. Läst 24 januari 2013.